# الدوري النمساوي 1977–78
الدوري النمساوي الممتاز 1977–78 (بالألمانية: Österreichische Fußballmeisterschaft 1977/78)‏ هو الموسم 67 من بوندسليغا النمسا لكرة القدم. أشرف على تنظيمه اتحاد النمسا لكرة القدم، وكان عدد الأندية المشاركة فيه 10، وفاز فيه أوستريا فيينا.